# Kniptjärnen (Burträsks socken, Västerbotten, 716905-169282)
Kniptjärnen är en sjö i Skellefteå kommun i Västerbotten och ingår i Sävaråns huvudavrinningsområde. Kniptjärnen ligger i Sävarån Natura 2000-område.